# Paranavaí (gemeente)
Paranavaí is een gemeente in de Braziliaanse deelstaat Paraná. De gemeente telt 82.716 inwoners (schatting 2009).
De plaats is zetel van het rooms-katholieke bisdom Paranavaí.

## Aangrenzende gemeenten
De gemeente grenst aan Alto Paraná, Amaporã, Guairaçá, Mirador, Nova Aliança do Ivaí, Santo Antônio do Caiuá, São João do Caiuá, Tamboara, Terra Rica, Euclides da Cunha Paulista (SP) en Teodoro Sampaio (SP).

## Geboren
- João Miranda de Souza Filho (1984), voetballer
- Danilo Avelar (1989), voetballer
- Arthur Lanci (1996), beachvolleyballer